# Viola odorata
La viola mammola (/ˈmammola/) o solo mammola o violetta (/vioˈletta, vjo-/; Viola odorata L., 1753) è una pianta appartenente alla famiglia Violaceae.

## Diffusione
La viola mammola si trova principalmente in Europa ed Asia ma introdotta anche in America ed Australasia.

## Descrizione
È una piccola pianta erbacea perenne, che raggiunge un'altezza di 10-15 cm. 
Ha foglie cuoriformi o ovali di colore verde brillante disposte a rosetta. 
La fioritura avviene a fine inverno o nella prima primavera quando oramai l'inverno volge al termine. I fiori hanno il tipico colore viola intenso.

## Coltivazione
Facile da coltivare cresce in terreni umidi ed ombrosi e si propaga anche per mezzo di stoloni.

## Proprietà terapeutiche
Mentre le radici hanno effetto emetico, l'infuso di fiori ha proprietà bechiche ed espettoranti. Le foglie hanno un blando effetto lassativo.

## La Violetta di Parma
La Violetta di Parma è un celebre profumo derivato da questo fiore, apprezzato per la sua fragranza delicata e avvolgente. 
La sua storia è legata alla Duchessa Maria Luigia d'Asburgo, appassionata di botanica, che ne coltivò l’essenza per uso personale. Nel 1870 il profumiere Ludovico Borsari ottenne la formula dell'essenza e avviò la produzione su larga scala; il profumo, confezionato in eleganti flaconi in stile liberty, divenne un'icona dell'arte profumiera italiana.

## Galleria d'immagini

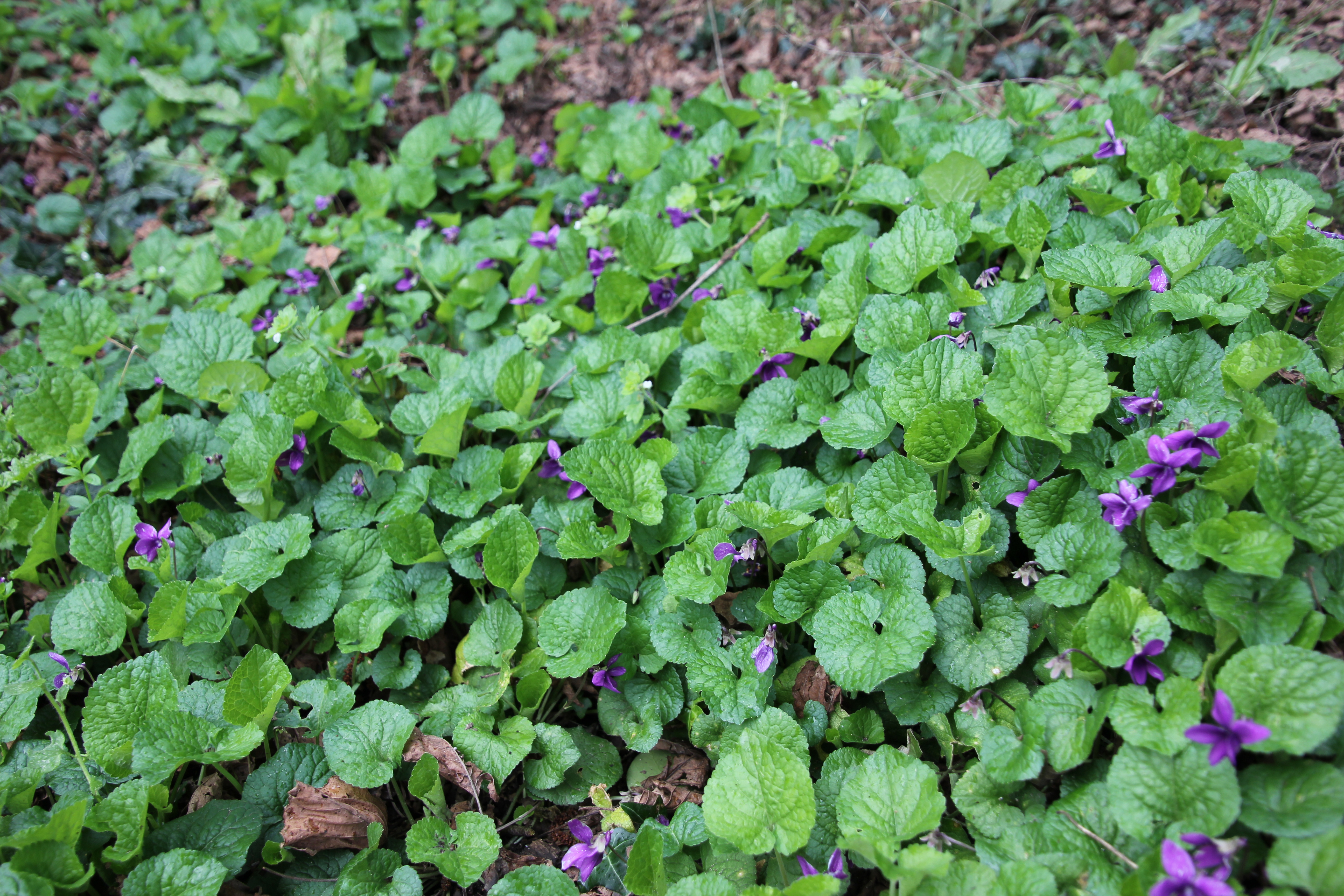
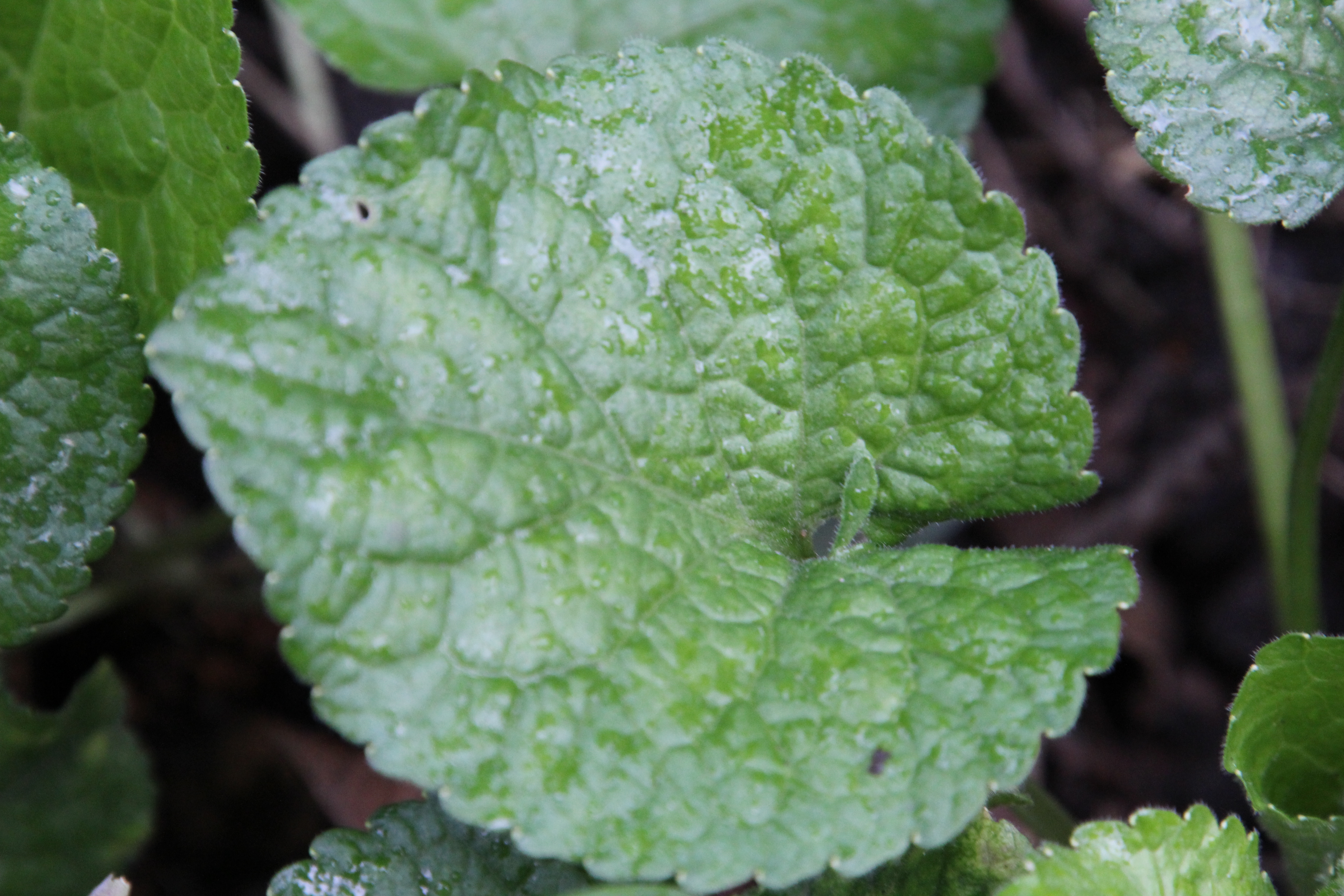
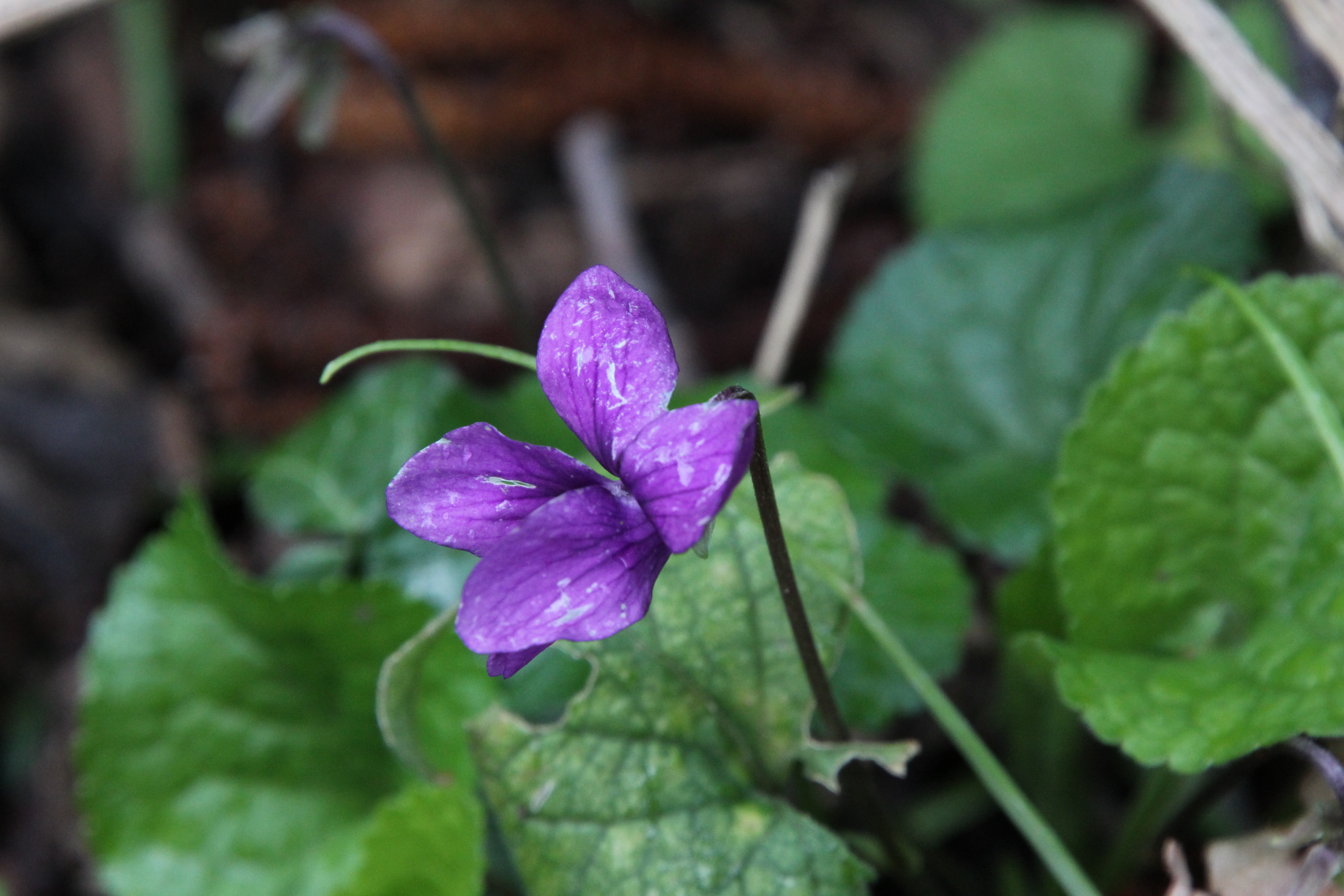